# Norränge

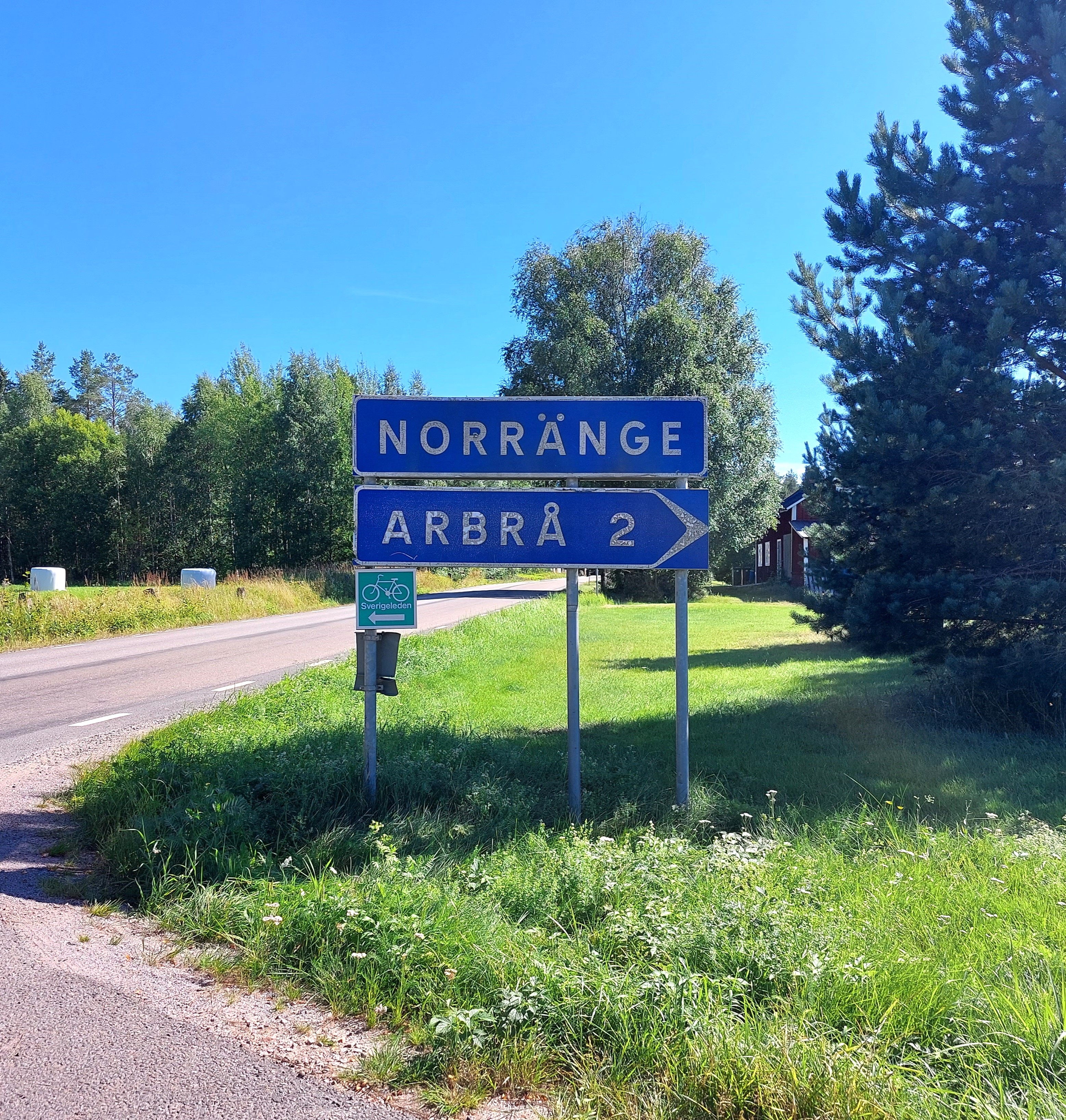
Vägskylt för Norränge.

Norränge är ett område i tätorten Arbrå, Bollnäs kommun, Gävleborgs län. Området ligger på östra sidan av Ljusnan medan huvuddelen av Arbrå ligger på den västra. Den största verksamheten i Norränge är Dahlgrens Bygg och Trä.[källa behövs]